# Ōnoharajima
Ōnoharajima (大野原島?) son un grupo de varias islas y rocas deshabitadas ubicadas en las islas Izu, al sur de Japón. Del archipiélago sobresalen tres islas que se asemejan a picos, por lo que las islas son llamadas también como Sanbondake (三本岳?   «Tres picos»). Administrativamente forma parte de la villa de Miyake, subprefectura de Miyake, Tokio.

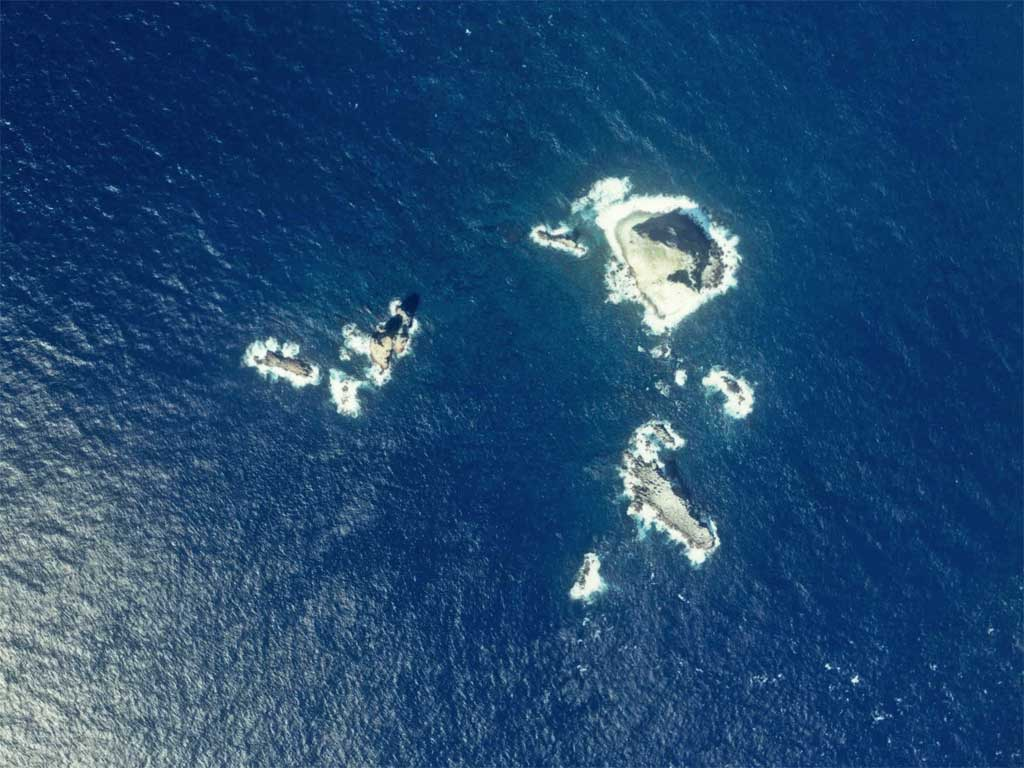
Vista satelital.

Se ubica a 9 km al oeste-suroeste de Miyakejima. Está formado por tres islas empinadas y varias rocas pequeñas; su altura máxima es de 114 m en la isla norte. En sus alrededores se desarrolla la pesca y el buceo.